# Peter Floris
Peter Floris (Elbing, ca. 1578 – Londen, 25 september 1615) was een Nederlandse koopman die van januari 1611 tot augustus 1615 samen met zijn zakenpartner Lucas Antheunisz de zevende expeditie naar Azië van de Britse Oost-Indische Compagnie leidde op het schip de Globe. De reis ging naar de oostkust van India en vandaar naar Bantam op Java. Toen naar de Golf van Siam, waar men een jaar verbleef, en vandaar weer terug naar India. Na nog een jaar, waarin de Globe werd opgeknapt, voer men een tweede keer naar Bantam, en toen weer terug naar Londen. Floris overleed hier kort na aankomst. Hij hield tijdens de reis een scheepsjournaal bij dat in Londen van het Nederlands in het Engels werd vertaald en onderdeel uitmaakt van het archief van de Britse India Office.

## Pieter Willemsz

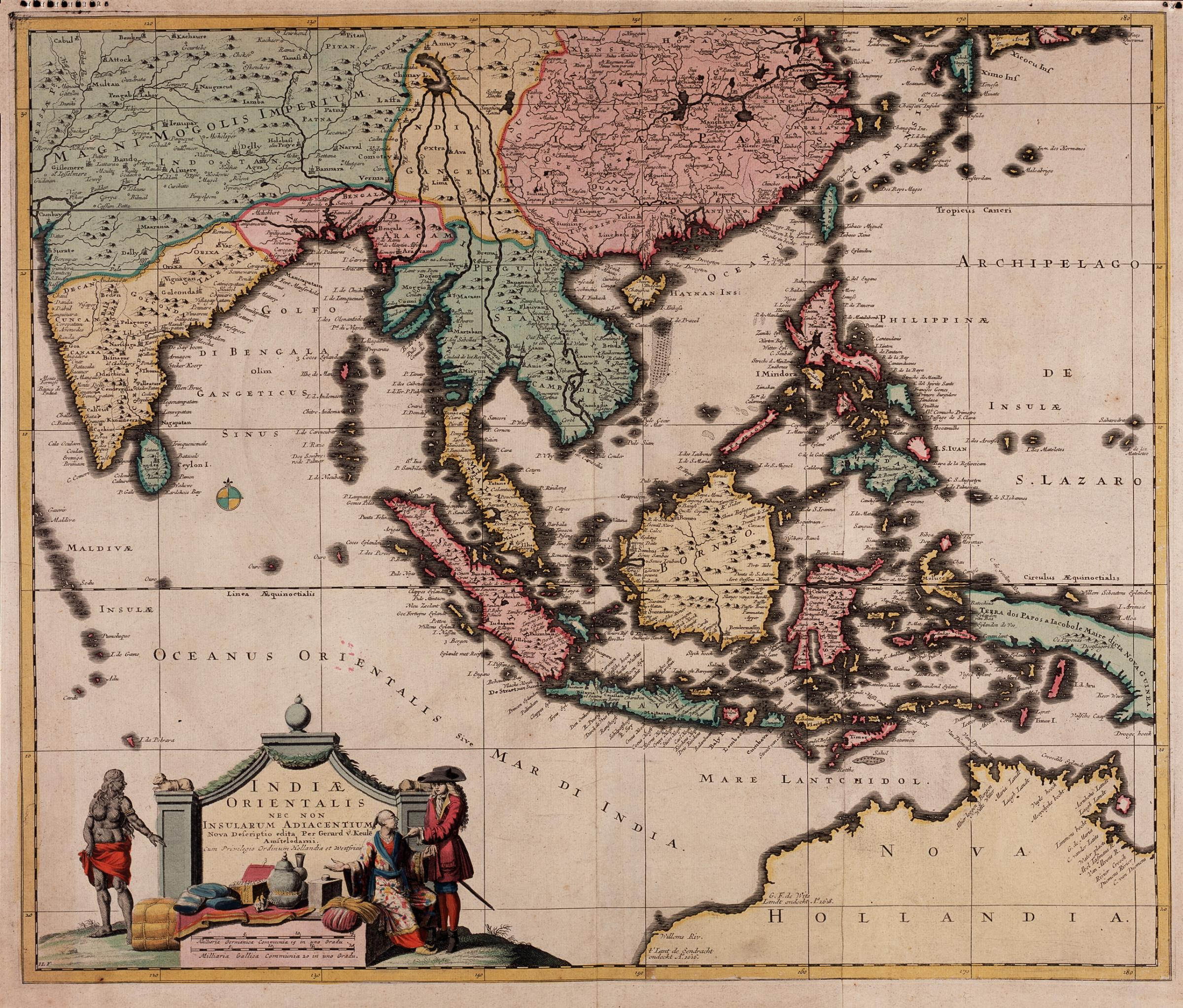
Zuidoost-Azië

Peter Floris was niet zijn echte naam. Die was hoogstwaarschijnlijk Pieter Willemsz. Deze was geboren in Elbing, een handelsstad niet ver van Danzig. Zijn vader Willem, waarschijnlijk een Amsterdammer, kwam in 1593 met zijn gezin weer terug in Amsterdam. Zijn moeders achternaam was Floris. Rond 1600 vertrok Pieter naar Indië met een van de Nederlandse voorcompagnieën en kwam in Atjeh terecht, vanwaar hij eind 1604 vertrok naar Masulipatam aan de Coromandelkust (het huidige Tamil Nadu).
De reden voor het aannemen van een schuilnaam in Londen is vermoedelijk dat hij voor een buitenlandse mogendheid handel ging drijven in het octrooigebied van de VOC. Zowel Floris als Antheunisz hadden eerder voor de VOC gewerkt. Floris was onderkoopman geweest in Masulipatam en Antheunisz hoofd van het kantoor van het iets zuidelijker gelegen Petapoeli. Floris had in 1606 vanuit Masulipatam het hof van het sjiïtische sultanaat Golkonda (later Haiderabad, nu Andra Pradesh) bezocht en een handelsverdrag (firman) voor de VOC met de sultan gesloten. In 1608 was hij op een missie naar Arakan (het huidige Myanmar) geweest om er een handelspost te stichten aangezien de koning van Arakan de VOC te hulp had gevraagd tegen de Portugezen.

## Zakenpartners
In hun VOC-tijd hadden Floris en Antheunisz met particuliere handel een kapitaal opgebouwd van 600 Engelse ponden, die ze wensten te investeren in een nieuwe handelstocht voor de Engelse compagnie. Ze boden hun kennis en ervaring met de handelsmogelijkheden in Azië aan in ruil voor een deel van de winst, die zij op wel 300 procent schatten. Zo werkten zij niet langer voor een salaris, zoals bij de VOC, maar waren ze mede-investeerders. In tegenstelling tot de vorige Engelse expedities, die er min of meer op goed geluk op uit gingen, hadden Floris en Antheunisz een ondernemingsplan, gebaseerd op ruilhandel tussen India en de oostelijke archipel. In India gekochte katoenen stoffen (door de VOC lywaten of lijnwaden genoemd) konden geruild worden voor Thaise en Chinese producten, waarna op de terugreis naar Europa peper en Chinese zijde mee teruggenomen konden worden. De Engelsen gingen op hun aanbod in en wisten zo'n 15.000 pond van investeerders bijeen te brengen, waarvan ongeveer de helft beschikbaar was als handelskapitaal. De rest ging op aan de uitrusting van de Globe. In het contract was opgenomen dat de schipper en de bemanning de beide Nederlanders zouden beschermen tegen hun landgenoten in het oosten die 'will seeke to do them wronge and all the villanie they may'. (hen zullen proberen kwaad te doen en alle mogelijke schurkenstreken met hen uithalen) Dit was echter nooit nodig. Floris en Antheunisz werden overal vriendelijk bejegend door hun oud-collega's van de VOC.

## De reis van de Globe

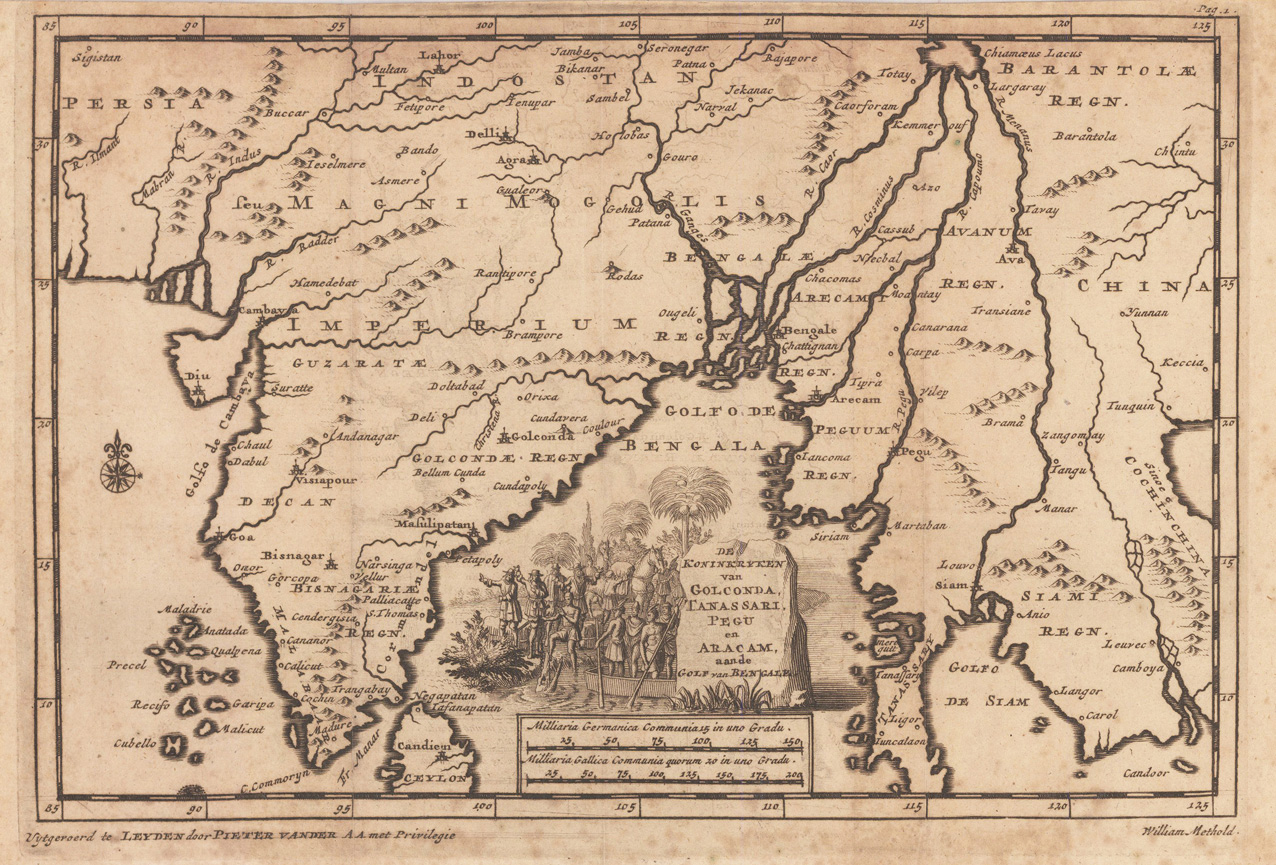
Golkonda en de Golf van Bengalen

In januari 1611 vertrok de Globe uit Londen en in augustus arriveerde deze in Paliacatte aan de Coromandelkust. Hier vernam men van de Nederlandse directeur van de handel Johan van Wesick (destijds de opvolger van Antheunisz in Petapoeli en inmiddels gepromoveerd) dat de lokale vorst, behorend tot het Vijayanagararijk, de VOC een handelsmonopolie had verleend, en dat de Engelsen er daarom geen handelsrechten hadden. Men voer dus verder naar Masulipatam in Golkonda. Hier was de Globe welkom, en konden er ondanks de hoge exporttarieven voldoende katoenen stoffen worden ingekocht. Hierna zeilde men via de Golf van Bengalen naar Bantam op de noordwestkust van Java waar men drie maanden later, op 26 april 1612 arriveerde. Floris vond hier de handelsmogelijkheden op dat moment ongunstig, dus liet hij er een koopman achter met een partij katoenen stoffen om later te ruilen voor peper. Toch klaagde Hendrik Brouwer in juni: 'Den Engelsen Globus met Pieter Willemsen ende Lucas Anthonissen is tot Bantam geweest ende hebben daer geweldich met de cleden gecladt'. (katoen verkocht tegen zeer lage prijzen). Door de president van de Engelse factorij, John Jourdain, werd hij juist geprezen: 'although he have more interest in the seventh voyage than in the rest, yet he do more respect a general good than his own.' (hoewel hij meer belang heeft bij de zevende expeditie dan bij de rest, werkt hij toch meer voor het algemeen belang dan voor het zijne.) Hierna zeilde de Globe door naar de Golf van Siam. Aangekomen in Patani werden ze hartelijk ontvangen door Nederlanders, en kregen ze zelfs onderdak bij het opperhoofd van de VOC-factorij Hendrik Janssen. Hij en Floris waren 'greate friendes'. Ook hier bleken de omstandigheden ongunstig te zijn, vooral door recent uitgebroken oorlogsgeweld in de regio. Ook waren in de voornaamste handelssteden Patani en Ayutthaya al factorijen van de VOC en was de markt voor katoenen stoffen door hen verzadigd. Toen hij er vier jaar geleden was had Floris nog gedacht dat 'de hele wereld niet genoeg katoen had om in de behoefte te voorzien'. Door het oorlogsgeweld konden ook geen hertenvellen uit Chang Mai worden verkregen. Een daarnaartoe gestuurde koopman werd gevangen genomen door de Birmezen en meegevoerd naar Pegu waar zijn handelswaar in beslag werd genomen. Floris moest toen de rest van zijn kapitaal besteden aan missies naar Hirado en Makassar, maar had toen geen geld meer om de zijde en porselein te kopen die Chinese jonken in de lente in Patani kwamen brengen. Tot overmaat van ramp overleed zijn schipper, Anthony Hippon, aan dysenterie en bleken de drie stuurlui onbekwame dronkaards te zijn. Ook begon zijn bemanning particuliere handel te drijven die de markt bedierf. Redding kwam toen de koning van Siam, Songtham Intharacha III, in Ayutthaya alsnog besloot een groot deel van de lading van de Globe te kopen om de concurrentie tussen de Engelsen en de Nederlanders aan te wakkeren. Dat voorbeeld volgend leende de koningin van Patani, Raja Ijau, hem het geld om Chinese producten te kopen. Floris was overigens erg onder de indruk van deze koningin. 'Shee was tall of person and full of majestie, having in all the Indies not seene many lyke unto hir' (ze was lang van stuk en vol majesteit, zoals ik in heel Indië niet velen gezien heb). Al met al had men door alle tegenvallers veel langer in Siam moeten blijven dan de bedoeling was.

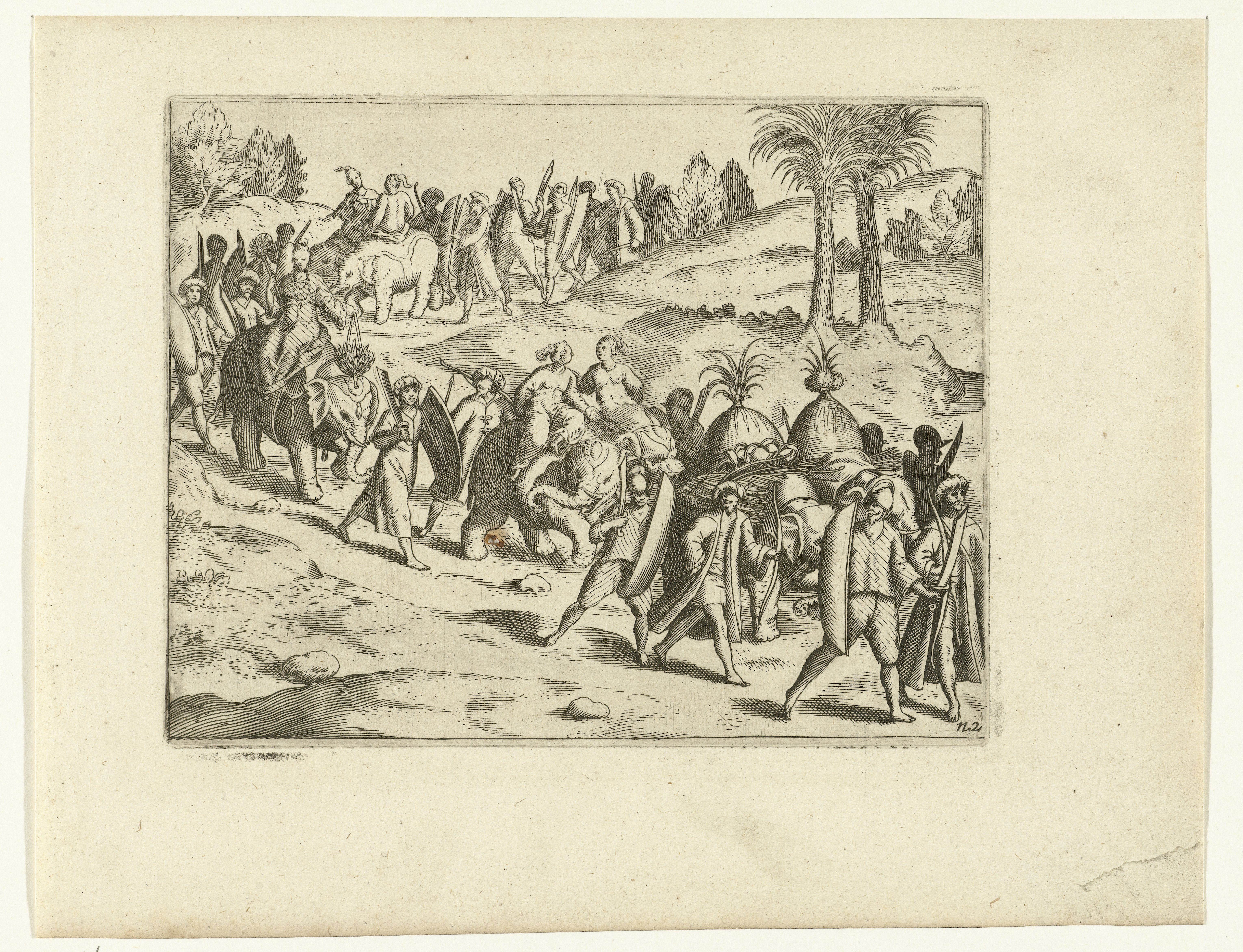
De koningin van Patani, Raja Ijau, in een optocht in 1602, met 4000 soldaten en 156 versierde olifanten.

Het was eind 1613 toen Floris van Patani via de Straat Malakka terug zeilde naar Masulipatam, waar hij de inmiddels behoorlijk lekkende Globe liet repareren en de Thaise en Chinese producten ruilde met de kooplieden van Golkonda voor nog meer katoenen stoffen en meer dan 500 balen indigo, in ruil voor Chinese waren. De directeur Wemmer van Berchem probeerde dat te verhinderen door tegen hem op te bieden, maar kon ondanks leningen van inheemse kooplieden niet genoeg contanten opbrengen. Antheunisz was achtergebleven in de nieuwe factorij in Ayutthaya. Floris besloot daar niet meer naar terug te keren en alleen de gekochte peper in Bantam op te halen. De lading was hiermee voldoende om de investering goed te maken zoals beloofd was. Hij zou Antheunisz niet meer terug zien. Met de peper en de katoenen stoffen ging hij terug naar Europa. Er is een persoonlijke brief bewaard gebleven van de gouverneur-generaal van de VOC Gerard Reynst aan zijn zwager in de Republiek, gedateerd oktober 1615, waarin hij schrijft dat in maart Pieter Willemsz van Elbingh vanuit Bantam naar Engeland vertrok in een schip volgeladen met producten van de Coromandelkust. Dit is vrijwel zeker de Globe, en bevestigt dat Peter Floris Pieter Willemsz was. Willemsz had hem geschreven dat hij het jammer vond dat hij Reynst niet persoonlijk had kunnen spreken om hem 'eenige secreten te communiceren, dat Compaignie dienstigh soude geweest hebben' en die hij niet aan het papier kon toevertrouwen. Reynst schrijft in zijn brief dat hij hoopt dat Willemsz behouden aankomt en weer in dienst treedt bij de VOC.

## Terug in Londen

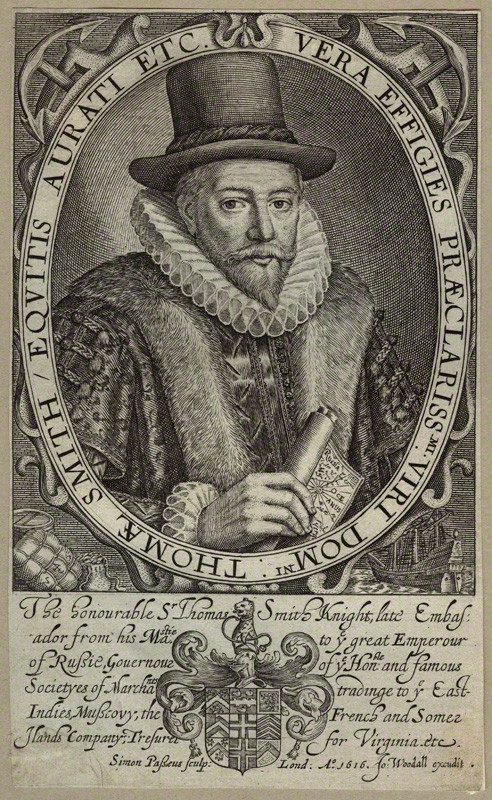
Sir Thomas Smythe

In augustus 1615 kwam de Globe aan in Londen. Daar bleek de prijs van peper enorm gestegen te zijn door de groeiende vraag in de rest van Europa. Zo leverde de expeditie uiteindelijk toch nog een winst op van tussen de 300 en 400 procent. De keerzijde was dat ongeveer de helft van de bemanning de tocht niet had overleefd.
Ook Peter Floris/Pieter Willemsz kon niet meer van zijn winst genieten. Hij was onderweg ziek geworden en werd op een brancard aan land gebracht. Hij werd verpleegd in het huis van Sir Thomas Smythe in Philpot Lane, waar het hoofdkwartier van de Engelse compagnie destijds gevestigd was, maar het mocht niet baten. Minder dan twee maanden later overleed hij. Zijn ziekte werd omschreven als 'extraordinary paine and swellinge in his joyntes thorough extremitie of could as is reported' (erge pijn en zwellingen in zijn gewrichten door extreme kou zoals gemeld). De 'kou' kan eigenlijk alleen verwijzen naar de ronding van de Kaap de Goede Hoop in de wintermaanden van het zuidelijk halfrond. Hij werd begraven in de kerk tegenover Philpot Lane. De begrafenis werd bijgewoond door zo'n 40 of 50 in Londen wonende Nederlanders die door de Compagnie waren uitgenodigd.

## Nasleep
Het oorspronkelijke, in het Nederlands geschreven scheepsjournaal van Peter Floris is verloren gegaan. Het werd direct na zijn aankomst in Londen vertaald in een niet perfect Engels door een in Londen wonende Nederlander. Deze tekst is bewaard gebleven.
Enkele teksten van Floris die hij in 1604 in Atjeh schreef, met woordenlijsten in het Maleis en Telugu en een door hem gekopieerde Arabisch-Maleisische 'Historie van Josef', vonden hun weg naar de oriëntalist Thomas van Erpe en van daar naar de 'Erpenius collection' van de bibliotheek van Cambridge. Hier werden ze onderdeel van de verzameling Islamitische Manuscripten.
Van de door de handelsexpeditie van Floris en Antheunisz gestichte factorijen zou Masulipatam de basis vormen van de permanente aanwezigheid van de Engelsen op de oostkust van India en Bengalen, die zou uitgroeien tot Brits-Indië. De factorijen in de Golf van Siam werden in 1623 verlaten na de oorlog met de VOC in de jaren 1617-1620. De expeditie had bijgedragen aan de verslechtering van de relatie tussen de Engelsen en de Nederlanders. Deze zagen de Engelsen profiteren van hun gevechten tegen de Spanjaarden en de Portugezen en vervolgens door concurrentie de markt bederven. In de woorden van Jan Pieterszoon Coen: 'ze volgden ons van Jakatra naar Jambi, Patani, Siam en Japan'.
De Raad van Indië in Bantam klaagde begin januari 1640 bij de Heren XVII over hun opdracht de Engelsen 'alle faveur als goede naebuyren te doen, daer ter contrarie zijluyden ons overal in de wech sijn met verscheyden pracktijcken'. Specifiek meldt men: 'Het is seer belaechelijck, dat Pieter Willemsz. met de sijne haer van ons bij haer (de Engelsen) hebben begeven, welck seer schadelijck voor de Comp. is', aangezien zij veel bedrijfsgeheimen kenden. De Raad hoopte dat de Heren hier iets op zouden bedenken 'per accoort off andere middelen, want zij anders de schapen sullen scheren ende wij de verckens ende voor haer de casteelen hebben ende onderhouden met soo grote excessive costen ende moeyten.'